# سکول کهانوانه
سکول کهانوانه (به انگلیسی: School Khanoana) یک روستا در پاکستان است که در بهوانه واقع شده‌است.